# Vernonia calvoana
Espèce
Synonymes
- Baccharoides calvoana (Hook.f.) Isawumi[2]
- Cacalia calvoana Kuntze[2]
- Stengelia calvoana Hook.f.[2]
- Vernonia calvoana (Hook.f.) Hook.f.[2]
- Vernonia leucocalyx var. acuta C.D.Adams[2]
- Vernonia mokaensis Mildbr. & Mattf.[2]

Vernonia calvoana est une espèce de plantes à fleurs de la famille des Asteraceae et du genre Vernonia selon la classification phylogénétique.

## Étymologie
L'épithète spécifique calvoana rend hommage à Atilano Calvo Iturburu, un juge de Fernando Pó, qui accompagna Richard Burton, Gustav Mann et le révérend Saker lors de leur ascension du mont Cameroun en 1861.

## Description
Originaire du Cameroun, c'est un arbuste de 8 à 12 pieds. Ses feuilles amovibles, lancéolées ou elliptiques se rétrécissent sous un pétiole minutieusement pubescent. Ses flocons sont violets sur des pédoncules variant de 3 à 4 pouces. Le tube de la corolle se rétrécit brusquement. On le trouve dans les hautes altitudes de l'Ouest du Cameroun.

## Utilisations
Au Cameroun, Vernonia calvoana est un légume qui joue un rôle important dans la nutrition et la santé humaine, en raison de sa teneur élevée en minéraux. La plante est utilisée pour la préparation du ndolé. Bien qu'il n'existe pas assez d'informations sur la production, la propagation, la méthode appropriée de récolte et la valeur nutritive de cette plante, sa vaste production le classe parmi les aliments les mieux commercialisés. La quantité de protéines dans les quatre espèces de Vernonia actuellement consommées est non négligeable, en particulier dans les villages où les enfants souffrent d'une pénurie aiguë de protéines. L'espèce est également riche en minéraux, en particulier le fer, le manganèse et la cellulose.

## Recherche et développement
Une étude a été réalisée à Nkolbisson (Yaoundé) afin d'améliorer ses pratiques agronomiques dans les milieux paysans, en vue d'introduire sa culture intensive. Sur la base de la production de matière sèche, la récolte des feuilles s'est révélée propice pendant la période de croissance. En outre, la propagation par graines a donné de meilleurs résultats par rapport à la culture des boutures.

## Liste des variétés et sous-espèces
Selon Tropicos (3 septembre 2017) (Attention liste brute contenant possiblement des synonymes) :
- sous-espèce Vernonia calvoana subsp. adolfi-friderici (Muschl.) C. Jeffrey
- sous-espèce Vernonia calvoana subsp. calvoana
- sous-espèce Vernonia calvoana subsp. leucocalyx (O. Hoffm.) C. Jeffrey
- sous-espèce Vernonia calvoana subsp. meridionalis (Wild) C. Jeffrey
- sous-espèce Vernonia calvoana subsp. oehleri (Muschl.) C. Jeffrey
- sous-espèce Vernonia calvoana subsp. ruwenzoriensis C. Jeffrey
- sous-espèce Vernonia calvoana subsp. ulugurensis (O. Hoffm.) C. Jeffrey
- sous-espèce Vernonia calvoana subsp. usambarensis C. Jeffrey
- variété Vernonia calvoana var. acuta (C.D. Adams) C. Jeffrey
- variété Vernonia calvoana var. calvoana
- variété Vernonia calvoana var. mesocephala C.D. Adams
- variété Vernonia calvoana var. microcephala C.D. Adams
- variété Vernonia calvoana var. mokaensis (Mildbr. & Mattf.) C. Jeffrey